# Senobasis lanei
Senobasis lanei är en tvåvingeart som beskrevs av Carrera 1949. Senobasis lanei ingår i släktet Senobasis och familjen rovflugor. Inga underarter finns listade i Catalogue of Life.